# 글로벌 텔레비전 네트워크
글로벌 텔레비전 네트워크(Global Television Network)는 캐나다의 지상파 텔레비전 방송국이다. 매니토바주 위니펙에 본사가 위치한 캔웨스트의 지사인 캔웨스트 미디어(Canwest Media)가 소유하고 있다.
1970년대에 캐나다에서 세 번째로 출시한 방송국으로 알려져 있다. 1990년대를 통해 남온타리오와 남부 B.C.와 같은 주요 시장을 지배하였으며 2000년까지 앨버타주와 같은 특정 지역에 포화 상태가 진행되었다.

## 주요 프로그램
- Morning News - 매일 아침
  - Saturday/Sunday Morning News - 주말 아침
- Noon News 또는 Noon News Hour - 매일 오후 (각각 30분, 60분 뉴스캐스트)
  - Exceptions: Scene and Heard
- Early News - 오후 5시 주일
- Global National - 오후 5시 반 (6:30 AT)
- Evening News 또는 News Hour - 밤 6시
- Prime News - 일요일 밤 10시 (Regina, Saskatoon, Winnipeg)
- News Final 또는 News Hour Final - 밤 11시

## 슬로건
- 1974: "Your New Point of View"
- 1975-2006: "Global's got it!"

## 같이 보기
- CBS (미국의 방송사)